# Look Who's Talking
Look Who's Talking es el tercer álbum de estudio del cantante nigeriano Dr. Alban.
Del género eurodance, fue publicado el 25 de marzo de 1994 y es considerado la obra maestra del artista.

## Lista de canciones

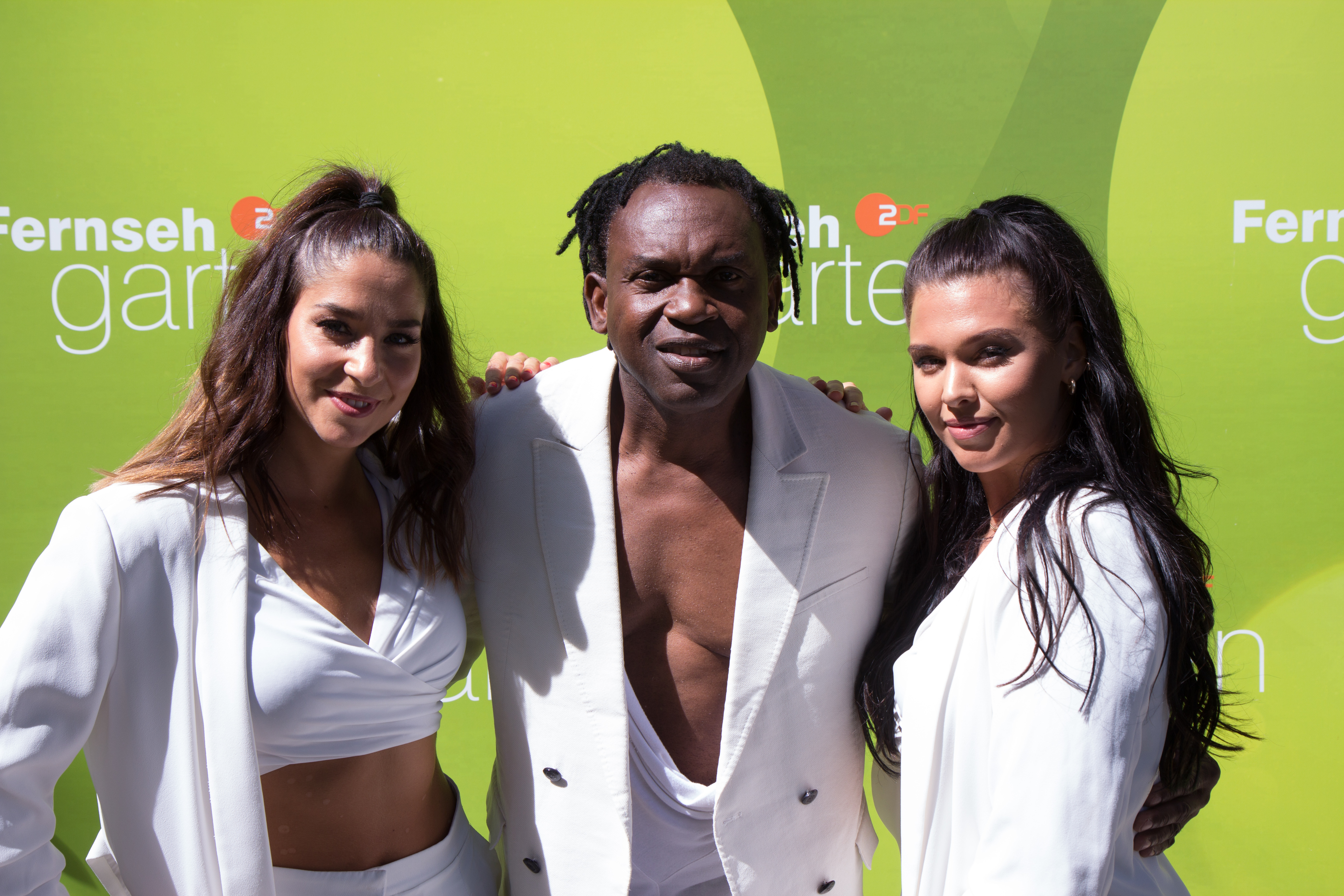
Dr. Alban lanzó tres sencillos para el álbum.

1. Hard Pan Di Drums – 6:22
2. Look Who's Talking – 3:13
3. Free Up Soweto – 3:24
4. Away From Home – 3:45
5. Gimme Dat Lovin – 4:06
6. Let the Beat Go On – 3:56
7. Fire – 3:41
8. Home Sweet Home – 3:11
9. Go See the Dentist – 4:27
10. Sweet Little Girl – 3:05
11. Plastic Smile – 3:42
12. Awillawillawillahey – 4:10
13. Look Who's Talking! (Stone's Radio) – 4:07

## Rendimiento en listas
| Lista (1994)                  | Mejor poscición |
| ----------------------------- | --------------- |
| Austria (Ö3 Austria)          | 7               |
| Países Bajos (Album Top 100)  | 28              |
| Alemania (Offizielle Top 100) | 7               |
| Noruega (VG-lista)            | 13              |
| Suecia (Sverigetopplistan)    | 11              |
| Suiza (Schweizer Hitparade)   | 8               |

| Lista (1994)                  | Posición |
| ----------------------------- | -------- |
| Austria (Ö3 Austria Top 40)   | 40       |
| Alemania (Offizielle Top 100) | 43       |